# Parafia Najświętszego Zbawiciela w Jerozolimie
Parafia Najświętszego Zbawiciela w Jerozolimie – rzymskokatolicka parafia znajdująca się w łacińskim patriarchacie Jerozolimy, w wikariacie jerozolimskim, w Izraelu / Palestynie. Parafię prowadzą franciszkanie.
Była to pierwsza katolicka parafia w Jerozolimie powstała po zdobyciu miasta przez muzułmanów.